# Truyes
Truyes és un municipi francès, situat al departament de l'Indre i Loira i a la regió de Centre – Vall del Loira. L'any 2007 tenia 2.047 habitants.

## Demografia

### Població
El 2007 la població de fet de Truyes era de 2.047 persones. Hi havia 759 famílies, de les quals 154 eren unipersonals (57 homes vivint sols i 97 dones vivint soles), 272 parelles sense fills, 280 parelles amb fills i 53 famílies monoparentals amb fills.
La població ha evolucionat segons el següent gràfic:
Habitants censats

### Habitatges
El 2007 hi havia 834 habitatges, 774 eren l'habitatge principal de la família, 49 eren segones residències i 11 estaven desocupats. 799 eren cases i 12 eren apartaments. Dels 774 habitatges principals, 599 estaven ocupats pels seus propietaris, 165 estaven llogats i ocupats pels llogaters i 10 estaven cedits a títol gratuït; 28 tenien una cambra, 23 en tenien dues, 115 en tenien tres, 226 en tenien quatre i 382 en tenien cinc o més. 625 habitatges disposaven pel capbaix d'una plaça de pàrquing. A 274 habitatges hi havia un automòbil i a 426 n'hi havia dos o més.

### Piràmide de població
La piràmide de població per edats i sexe el 2009 era:
| Homes | Edats   | Dones |
| ----- | ------- | ----- |
| 4     | 95 o +  | 4     |
| 5     | 90 a 94 | 11    |
| 2     | 85 a 89 | 8     |
| 12    | 80 a 84 | 14    |
| 16    | 75 a 79 | 15    |
| 48    | 70 a 74 | 37    |
| 49    | 65 a 69 | 36    |
| 39    | 60 a 64 | 35    |
| 40    | 55 a 59 | 59    |
| 72    | 50 a 54 | 71    |
| 71    | 45 a 49 | 73    |
| 69    | 40 a 44 | 76    |
| 58    | 35 a 39 | 68    |
| 63    | 30 a 34 | 47    |
| 51    | 25 a 29 | 50    |
| 46    | 20 a 24 | 35    |
| 75    | 15 a 19 | 47    |
| 89    | 10 a 14 | 57    |
| 63    | 5 a 9   | 48    |
| 53    | 0 a 4   | 37    |

## Economia
El 2007 la població en edat de treballar era de 1.327 persones, 996 eren actives i 331 eren inactives. De les 996 persones actives 935 estaven ocupades (503 homes i 432 dones) i 59 estaven aturades (27 homes i 32 dones). De les 331 persones inactives 122 estaven jubilades, 105 estaven estudiant i 104 estaven classificades com a «altres inactius».

### Ingressos
El 2009 a Truyes hi havia 760 unitats fiscals que integraven 1.958,5 persones, la mediana anual d'ingressos fiscals per persona era de 19.938 €.

### Activitats econòmiques
Dels 73 establiments que hi havia el 2007, 3 eren d'empreses extractives, 1 d'una empresa alimentària, 3 d'empreses de fabricació d'altres productes industrials, 19 d'empreses de construcció, 12 d'empreses de comerç i reparació d'automòbils, 5 d'empreses de transport, 5 d'empreses d'hostatgeria i restauració, 2 d'empreses d'informació i comunicació, 4 d'empreses financeres, 1 d'una empresa immobiliària, 10 d'empreses de serveis, 3 d'entitats de l'administració pública i 5 d'empreses classificades com a «altres activitats de serveis».
Dels 19 establiments de servei als particulars que hi havia el 2009, 2 eren tallers de reparació d'automòbils i de material agrícola, 2 paletes, 2 guixaires pintors, 4 fusteries, 3 lampisteries, 2 electricistes, 2 perruqueries, 1 agència immobiliària i 1 saló de bellesa.
Dels 3 establiments comercials que hi havia el 2009, 1 era una botiga de més de 120 m², 1 una botiga de menys de 120 m² i 1 una joieria.
L'any 2000 a Truyes hi havia 17 explotacions agrícoles que ocupaven un total de 990 hectàrees.

## Equipaments sanitaris i escolars
L'únic equipament sanitari que hi havia el 2009 era una ambulància.
El 2009 hi havia 1 escola maternal i 1 escola elemental.

## Poblacions més properes
El següent diagrama mostra les poblacions més properes.